# 葛冈站
葛冈站（日语：／ Kuzuoka eki */?）是位於仙台市青叶区鄉六，屬於东日本旅客铁道（JR東日本）仙山線的鐵路車站。

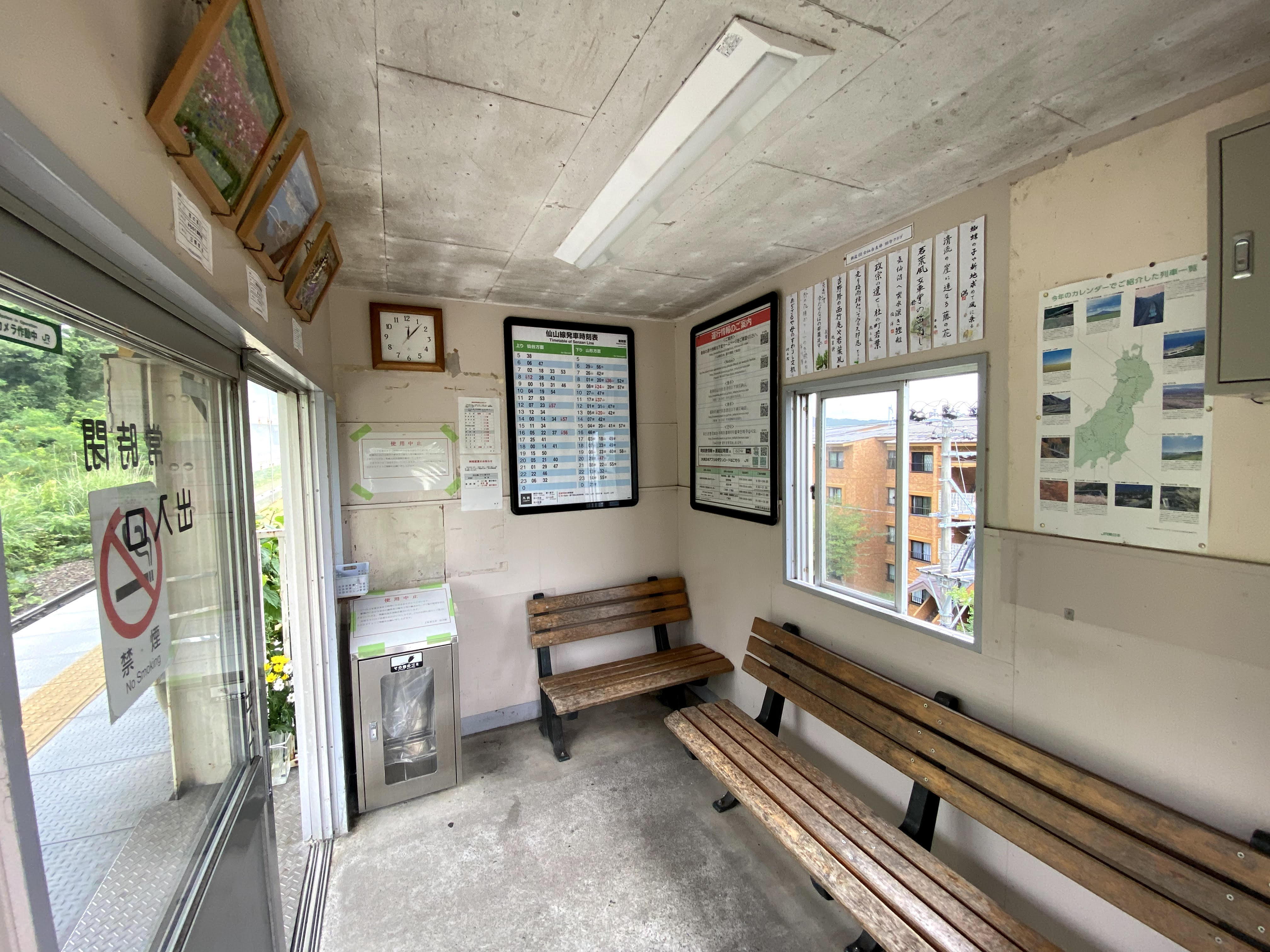
候車室内(2021年7月)

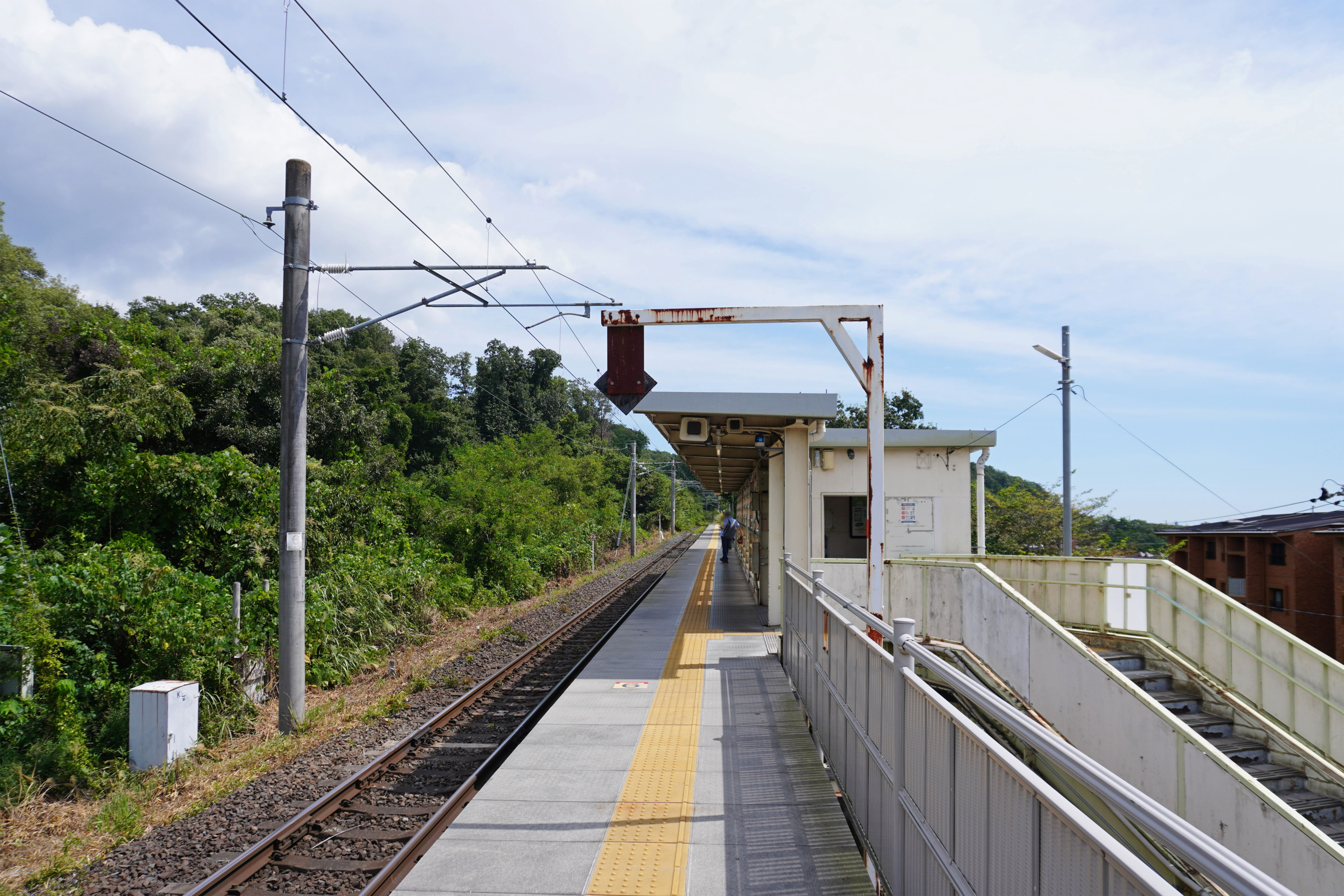
月台(2023年9月)

## 历史
- 1991年3月16日：车站开业。
- 2003年10月26日：本站支持使用Suica。
- 2006年12月15日：管理站由北仙台站改变为爱子站。

## 车站结构
本站為側式月台1面1线的地面车站，在JR特定都区市内制度下為“仙台市内”的車站。此站是由爱子站管理的无人車站，站內设有简易Suica闸机。

## 相邻车站
東日本旅客铁道（JR東日本）
□快速（部分列车通过）、■普通
国见－葛冈－陆前落合